# نهر شتورا
نهر شتورا، ينبع من شتورا في البقاع اللبناني، وهو من روافد نهر الليطاني.

## الموقع
ينبع من نبع شتورا ويحافظ على تدفقه الغزير صيفا وشتاء ويشكل رافداً أساسياً من الروافد التي تصب في نهر الليطاني، ويمتد مجراه من أعالي شتورا حتى تعنايل مرورا بجديتا.

## الناحية الإقتصادية
يُعتبر النهر مصدرا أساسياً لمياه الشفة التي يستفيد منها سكان المنطقة القريبة من مجراه، بالإضافة إلى وجود متنزهات سياحية على ضفافه